# Корнель Макушинський
Корнель Макушинський (іноді Корнелій Макушинський; пол. Kornel Makuszyński, 8 січня 1884, Стрий, нині Львівська область, Україна — 31 липня 1953, Закопане Польща) — польський прозаїк, поет, фейлетоніст, театральний критик, член Польської академії літератури. Відзначений Золотим Академічний лавром (1935).

## Життєпис

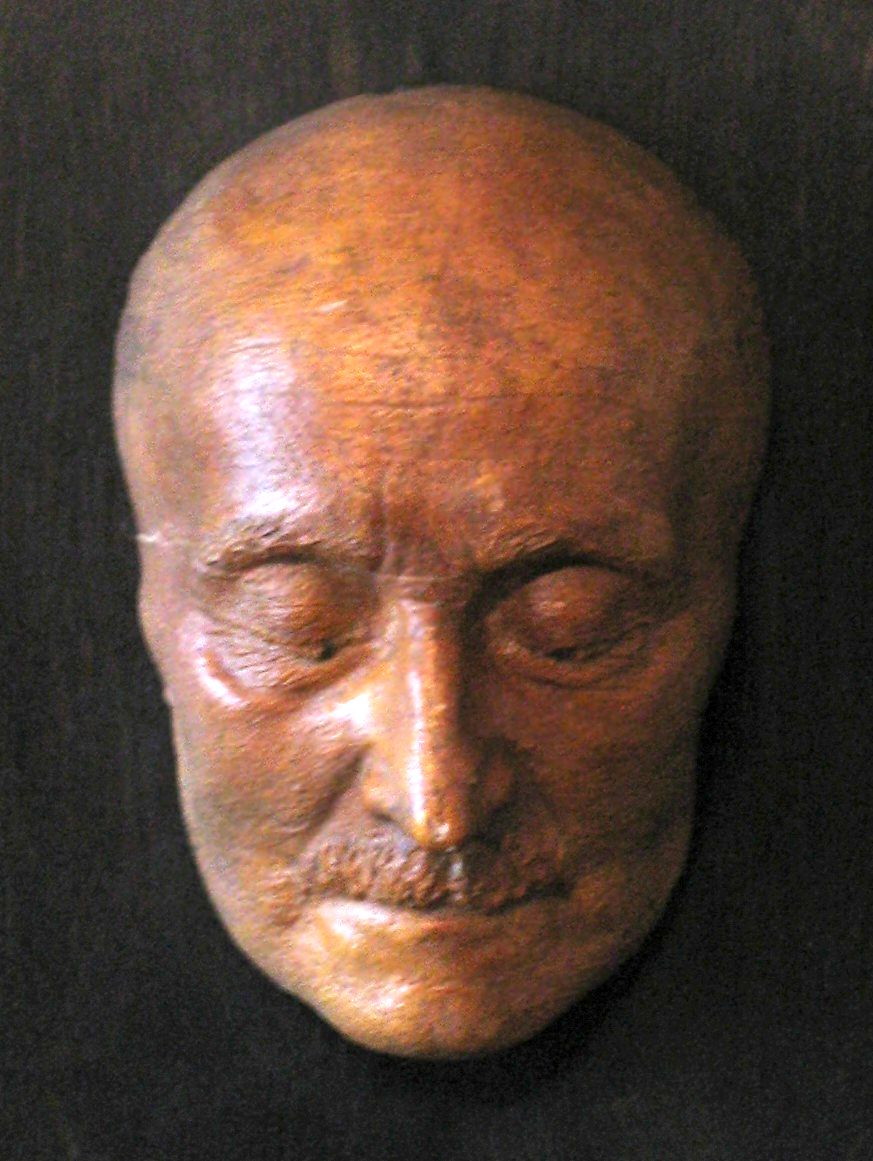
Посмертна маска Корнеля Макушинського

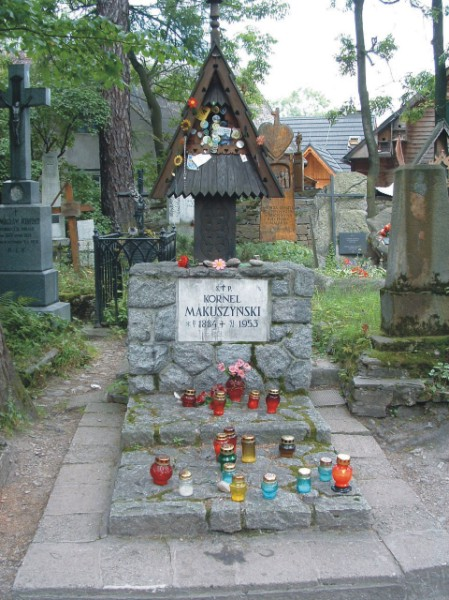
Могила Корнелія Макушинського на Цвинтарі Достойних у Закопаному

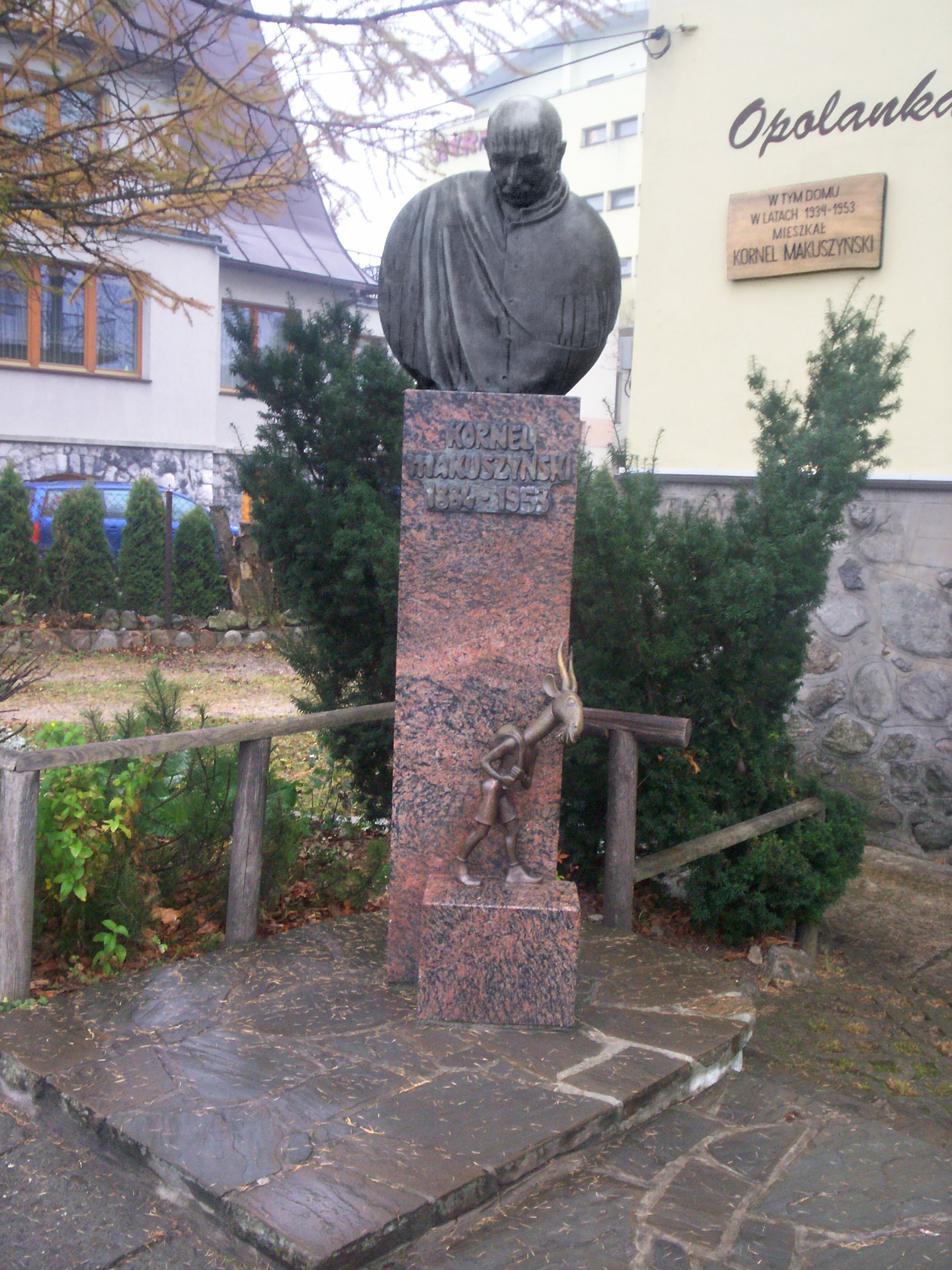
Пам'ятник Корнелію Макушинському в Закопаному

Корнель Макушинський народився 8 січня 1884 року у Стрию в родині Юлії з Огоновських та Едварда Макушинського, полковника австрійського війська.
Відвідував IV гімназію імені Яна Длуґоша у Львові. Винаймав скромну квартиру у львівського асенізатора і гицля Зіґля на Клепарові. У 14 років почав писати вірші. Перші їхні публікації з'явились у львівському часописі «Слово польське», коли письменникові було лише 16. У 1904 році став членом редакції цієї газети, займаючись театральними рецензіями.
Закінчив факультет польської літератури і романських мов Львівського університету імені Яна Казимира, пізніше навчався в Сорбонні у Парижі, де вивчав французьку літературу. Подорожував Італією в компанії майбутніх польських літераторів Леопольда Стаффа, Яна Каспровича, Владислава Оркана. В середині 1915 року, так само як і тисячі мешканців Львова був евакуйований вглиб Російської імперії. Зовсім випадково затримався у Києві, де мешкала чисельна польська громада. Залишився там головою місцевого Союзу польських письменників і журналістів, а також літературним керівником київського Польського театру.

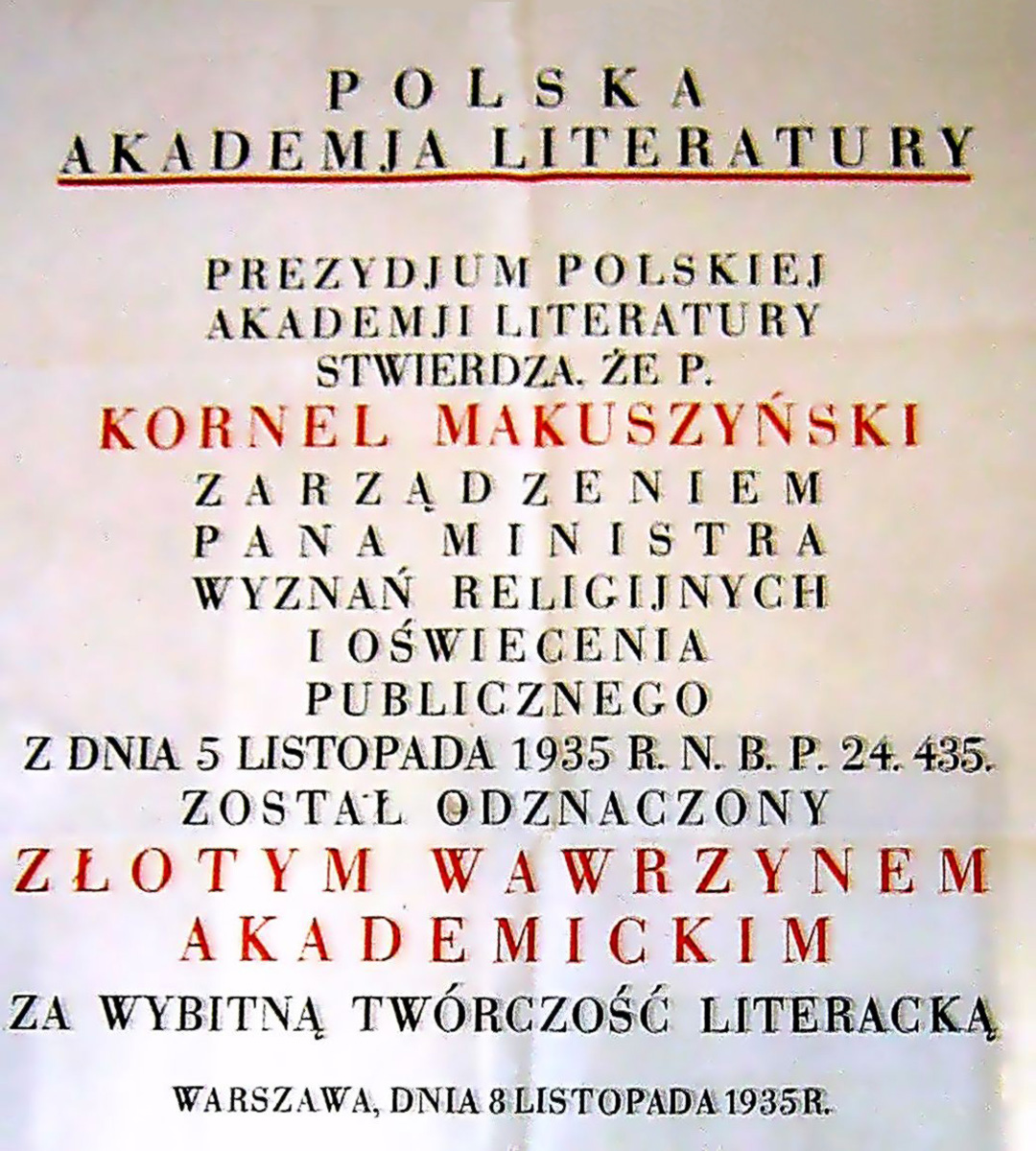
Диплом про присудження Золотого Академічного лавра Корнелю Макушинському 5 листопада 1935 року

До Польщі повернувся після закінчення війни, у 1918 році, спочатку на декілька місяців до Львова, потім до Варшави. Мешкав там до 1944 року. За свою творчість отримав членство Польської академії літератури. 5 листопада 1935 року відзначений Золотим Академічним лавром за «видатну літературну творчість». Почесний громадянин м. Закопане (проживав у ньому з 1945 р.).
Книжки Макушинського знайшли велику популярність серед молоді завдяки знанням дитячої психіки, вмілому конструюванню оповідання. Оптимізм, шляхетні моральні постави, віра в людську доброту, співчуття скривдженим — виховні якості його творів.
Помер Корнель Макушинський 31 липня 1953 року, похований на Цвинтарі Достойних у місті Закопане. Його твори для дітей і молоді, перекладені багатьма мовами світу, друкуються і в Україні, у Львові.
У притворі стрийського костелу Різдва Богородиці Карпатським товариством була встановлена пам'ятна таблиця Корнелю Макушинському.

## Творчість

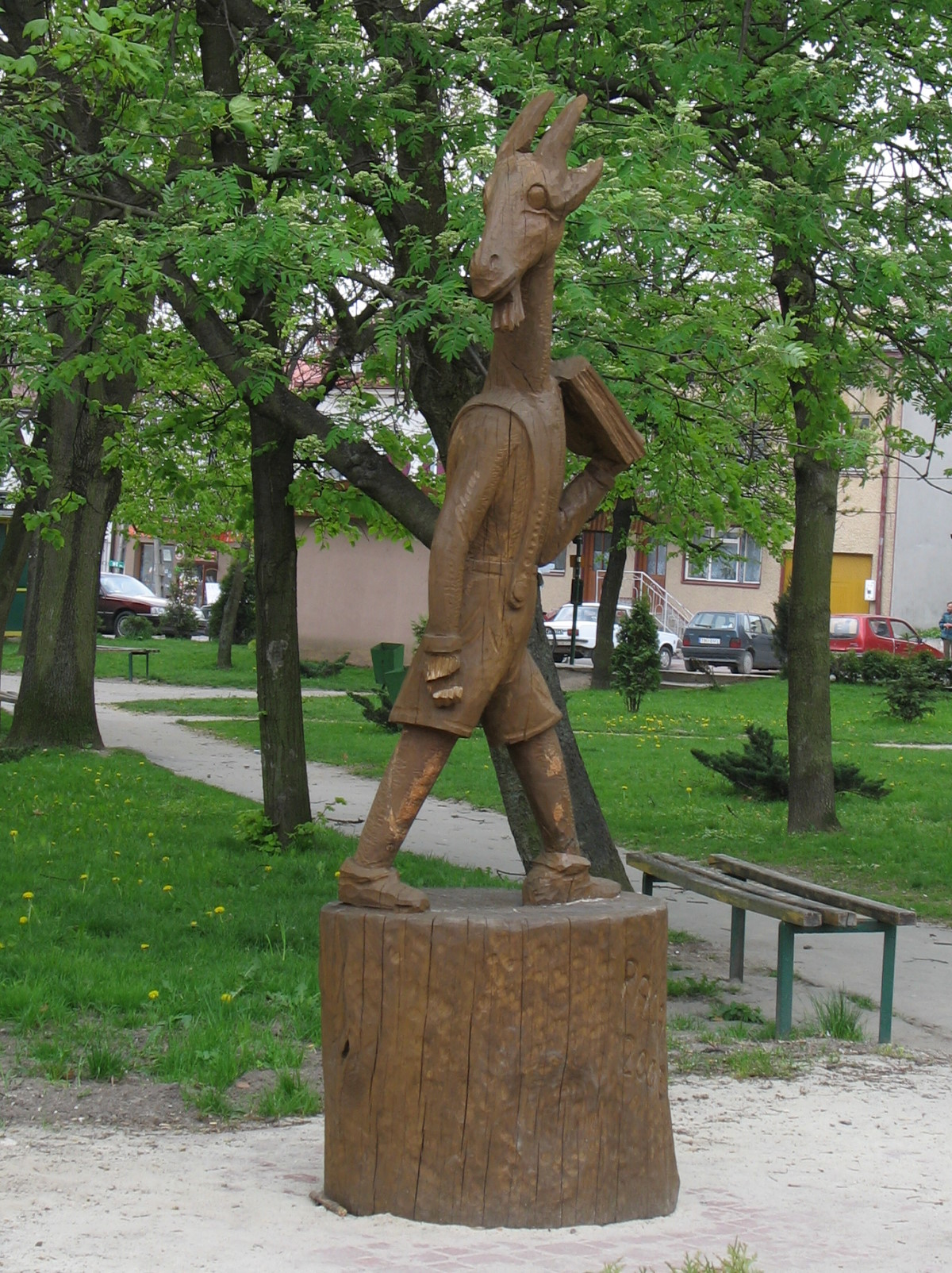
Пам'ятник персонажу казок К. Макушинського — Козлику Матолку в Пацануві (Польща)

- 1908 Połów Gwiazd перша видана казка
- 1910 W kalejdoskopie
- 1910 Romantyczne historie
- 1910 Rzeczy wesołe
- 1911 Zabawa w szczęście
- 1912 Szewc Kopytko i kaczor Kwak(«Швець Копитко і качур Квак»)
- 1913 Awantury arabskie
- 1914 Straszliwe przygody
- 1915 Perły i wieprze
- 1916 Bardzo dziwne bajki (Bajka o królewnie Marysi, o czarnym łabędziu i o lodowej górze, Szewc Kopytko i kaczor Kwak, O tym jak krawiec Niteczka został królem, Dzielny Janek i jego pies)
- 1917 Po mlecznej drodze
- 1919 Piosenki żołnierskie
- 1919 Słońce w herbie
- 1925 Bezgrzeszne lata
- 1928 O dwóch takich, co ukradli księżyc(«Про тих двох, що вкрали місяць») — на його основі знятий фільм і анімаційний серіал
- 1929 Listy zebrane
- 1930 Przyjaciel wesołego diabła(«Товариш веселого диявола») — на основі цієї казки знято два фільми і серіал
- 1932 Panna z mokrą głową(«Панна з мокрою головою») — на основі цієї казки було знято фільм і телевізійний серіал
- 1933 Skrzydlaty chłopiec
- 1933 Mały chłopiec
- 1934 Uśmiech Lwowa
- 1935 Wyprawa pod psem
- 1935 Wielka brama
- 1936 Złamany miecz
- 1937 Awantura o Basię — на основі цієї казки знято два фільми і серіал
- 1937 Nowe bajki tego roku
- 1937 Szatan z siódmej klasy — на основі цієї казки знято два фільми і серіал
- 1939 Za króla Piasta Polska wyrasta
- 1939 Kartki z kalendarza
- 1946 List z tamtego świata
- 1957 Szaleństwa panny Ewy(«Шаленства панни Єви») — роман написаний в 1940, на його основі знято фільм та телевізійний серіал
- Ballada o św. Jerzym
- Człowiek znaleziony nocą
- Dusze z papieru
- Dziewięć kochanek kawalera Dorna
- Król Azis
- Moje listy
- Narodziny serca
- O duchach, diabłach i kobietach
- Orlice
- Pieśń o Ojczyźnie
- Radosne i smutne
- Romantyczne i dziwne powieści
- Śmieszni ludzie
- Wycinanki
- Ze środy na piątek
- Żywot Pani
- Fatalna szpilka
- Legenda o św. Jerzym
- Liryki
- Listy zakopiańskie
- Listy ze Lwowa
- O tym, jak krawiec Niteczka został królem
- Poezje
- Poezje wybrane
- Smętne ballady
- Śpiewający diabeł
- Wesoły zwierzyniec
- Drugie wakacje Szatana (відсутня книга, видання якої було заплановане на грудень 1939 р.)

Разом із польським письменником, Мар'яном Валентиновичем:
- 1933 120 przygód Koziołka Matołka(«120 пригод козлика Матолка») (120, тому що книга містила 120 ілюстрацій) Українською мовою переклала казку Макушинського стрийська поетеса — Теодора Савчинська-Латик.
- 1933 Druga księga przygód Koziołka Matołka
- 1934 Trzecia księga przygód Koziołka Matołka
- 1934 Czwarta księga przygód Koziołka Matołka
- 1935 Awantury i wybryki małej małpki Fiki-Miki(«Пригоди мавпенятка Фікі-Мікі»)
- 1936 Fiki-Miki dalsze dzieje, ten kto czyta, ten się śmieje
- 1937 O wawelskim smoku
- 1938 Wanda leży w naszej ziemi
- 1938 Na nic płacze, na nic krzyki, koniec przygód Fiki-Miki
- 1960 Legendy krakowskie (O wawelskim smoku, Wandzie)
- 1964 Комбіноване видання Awantury i wybryki małej małpki Fiki-Miki
- 1969 Комбіноване видання Przygody Koziołka Matołka

## Переклади українською
- Пан із цапиною борідкою / переклад з польської Ігоря Пізнюка // Кур'єр Кривбасу. — 2016. — № 314—316. — С. 122—142.